# Zsolt Szabó
Zsolt Szabó (ur. 7 czerwca 1975) – węgierski profesjonalny strongman.
Mistrz Węgier Strongman w roku 2008.

## Życiorys
Zsolt Szabó zadebiutował w zawodach siłaczy w 2004 r.
Mieszka w Földes.
Wymiary:
- wzrost 185 cm
- waga 140 - 150 kg

## Osiągnięcia strongman
- 2005
  - 7. miejsce - Mistrzostwa Węgier Strongman
- 2008
  - 1. miejsce - Mistrzostwa Węgier Strongman
  - 10. miejsce - Liga Mistrzów Strongman 2008: Sofia
  - 5. miejsce - Liga Mistrzów Strongman 2008: Mamaia
- 2009
  - 7. miejsce - Liga Mistrzów Strongman 2009: Subotica
  - 13. miejsce - Liga Mistrzów Strongman 2009: Bratysława